# Amalberga Vos
Amalberga Vos, död efter 1572 i Gent, var abbedissa i klostret Ter Hage i Zeeland. 
Amalberga Vos bakgrund och familj är okänd. Hon är bekräftad som medlem av cisterciensorden i Ter Hage 1529, och blev abbedissa där 1534. Hon hade troligen kontakter på regeringsnivå och utvidgade klostret och dess betydelse. År 1544 fick det status som asyl, och under hennes tid som abbedissa begravdes många viktiga religiösa personer i klostret. Klostret var ett religiöst centrum och en populär välgörenhetsinrättning och besöktes bland annat av abbot av Clairvaux 1561. 
Under den stora protestantiska Beeldenstorm i Nederländerna 1566 attackerades klostret efter att kalvinisten Caspar van der Heyden höll ett uppviglingstal utanför det den 24 augusti.  Nunnorna fick fri lejd, men klostret plundrades och kunde inte återställas förrän året därpå. På grund av krigshotet upplöste Vos klostret 1572 och evakuerade nunnorna till Gent. Hon efterträddes 1573 av Louise Hanssens, men det är okänt om Vos avlidit eller avgick.